# 황녀 (드라마)
《황녀》는 1974년 9월 7일부터 1975년 2월 15일까지 방영된 MBC 일일연속극이다.

## 등장 인물
- 전양자
- 김혜자
- 최불암
- 최유리
- 양정화
- 김호정
- 박원숙
- 이정길
- 신충식